# Victor Dalle
 (novembre 2017).
Si vous disposez d'ouvrages ou d'articles de référence ou si vous connaissez des sites web de qualité traitant du thème abordé ici, merci de compléter l'article en donnant les références utiles à sa vérifiabilité et en les liant à la section « Notes et références ».
Pour les articles homonymes, voir Dalle.
Victor Dalle naît en 1857 à Paris. En 1895, à 38 ans, il devient, le deuxième secrétaire général de la Fédération CGT des employés.

## Biographie
En 1877, Victor Dalle fonde le Cercle des Travailleurs du XVe arrondissement. Il réside, en 1885-1886, rue des Lavandières Sainte-Opportune et, en 1891, rue Saint-Bon, dans le IVe arrondissement de Paris. En 1883, au congrès de la Fédération des travailleurs socialistes (FTS) de Paris, il représente la section du Parti ouvrier (PO) du XVe arrondissement et les sociétés ouvrières de Rennes. Membre du Conseil national (CN) de la FTS, en 1885-1886, il y est quelques mois permanent cette dernière année. En 1885, il avait été délégué à l'exposition internationale d'Anvers.
En 1902, il entre au PSF avec lequel il s'intègre à la SFIO en 1905.
Durant la Première Guerre mondiale, Victor Dalle poursuit son action. Il le fait tant dans la fédération de la Seine que dans celle de la Vienne, qui demeure une des forteresses du Parti possibiliste. Dans la Seine, il brigue une seule fois à un mandat de conseiller municipal de Paris. Mais, pour d'autres mandats, il est candidat, en 1884, dans le quartier de Javel, en 1890, dans le quartier Necker. En 1893, sous le drapeau de la FTS, il recueille, dans le quartier des Grandes-Carrières, 392 voix sur 10 619 inscrits. En 1904, dans le quartier de la Chapelle, il est candidat du PSF, puis, en 1907, candidat socialiste SFIO.
Dans le département de la Vienne, il est, en 1898, candidat au conseil général dans le canton de Châtellerault. Par ailleurs, toujours dans l'arrondissement de Châtellerault, il brigue à trois reprises un siège de député. En 1899, au premier congrès général des organisations socialistes françaises à Paris, salle Japy, il représente la circonscription de Châtellerault sous l'égide de la FTS. En 1900, au second congrès, salle Wagram, il représente le comité électoral républicain socialiste de Châtellerault. L'année suivante, il participe encore au congrès de Lyon.
En 1884, à Paris, il avait fondé la Chambre syndicale des Employés du Commerce et de l'industrie. Il crée encore la fédération des ouvriers des Manufactures de Tabac. En 1895, il devient secrétaire général de la Fédération des Employés. A Limoges, en septembre 1895, à l'occasion du VIIe congrès national corporatif constitutif de la CGT, il rapporte au nom de la commission chargée de la question l'union de toutes les associations syndicales et de toutes les fédérations de métiers sous le titre de CGT. Au Xe congrès, à Rennes, en 1898, il représente la Fédération nationale des Employés.